# Phlogophora subpurpurea
Phlogophora subpurpurea är en fjärilsart som beskrevs av John Henry Leech 1900. Phlogophora subpurpurea ingår i släktet Phlogophora och familjen nattflyn. Inga underarter finns listade i Catalogue of Life.